# Scooby Doo na Wyspie Zombie

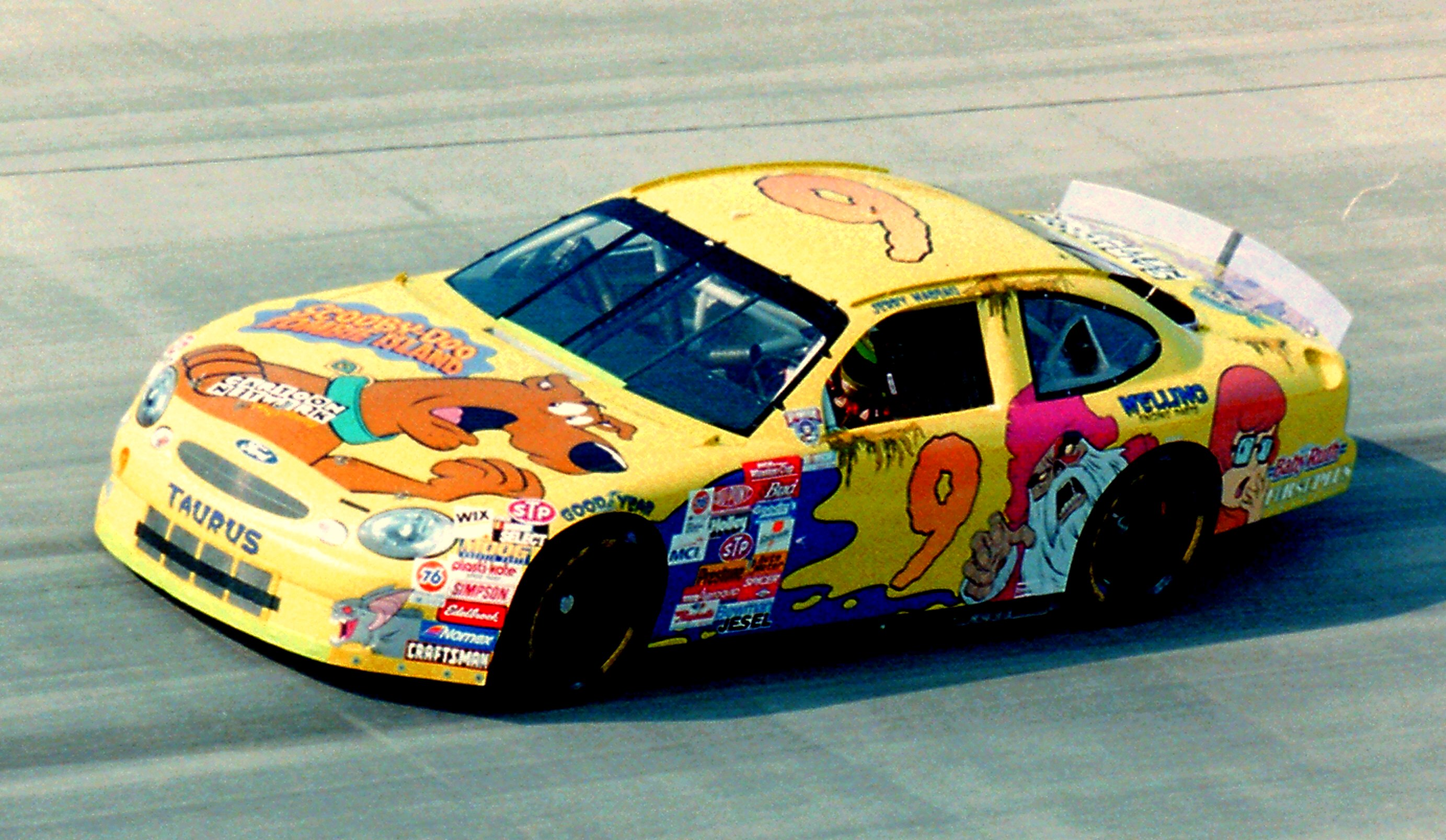
Jerry Nadeau prowadził Forda Nr 9 Cartoon Network podczas wyścigu Nascar, 1998.09.

Scooby Doo na Wyspie Zombie (ang. Scooby-Doo on Zombie Island) – 6. film animowany i 1. animowany pełnometrażowy z serii Scooby Doo, powstały w roku 1998. Film emitowany w Polsce na antenie Cartoon Network i Boomerang w Kinie CN i Kinie Boomerang.

## Fabuła
Po ciągłym demaskowaniu potworów jako przebierańców, Scooby i przyjaciele zostają rozdzieleni. Scooby i Kudłaty pracują na lotnisku, lecz przez ciągłe zżeranie jedzenia zostają zwolnieni. Velma prowadzi księgarnię. Fred i Daphne pracują w programie telewizyjnym. Daphne postanawia zrobić reportaż o prawdziwych potworach i martwi się o przyjaciół. Na urodziny Fred sprawia jej niespodziankę – sprowadza resztę ferajny i cała paczka jedzie robić reportaż o prawdziwych upiorach. Pewna kobieta proponuje im rejs na wyspę, gdzie są prawdziwe potwory. Tam przyjaciele muszą rozwiązać zagadkę wcale nie przebierańców, lecz najprawdziwszych zombie.

## Obsada
- Scott Innes – Scooby-Doo
- Billy West(inne języki) – Kudłaty Rogers
- Mary Kay Bergman – Daphne Blake
- B.J. Ward – Velma Dinkley
- Frank Welker - Fred Jones
- Adrienne Barbeau – Simone
- Tara Strong – Lena
- Cameron Clarke – detektyw Beau Neville
- Jim Cummings – Jacques
- Mark Hamill – Snakebite Scruggs
- Ed Gilbert – Pan Danek Trupeń
- Jennifer Leigh Warren – Chris

Polski dubbing
- Ryszard Olesiński – Scooby
- Jacek Bończyk – Kudłaty
- Agata Gawrońska – Velma
- Beata Jankowska-Tzimas – Daphne
- Jacek Kopczyński – Fred